# Toronto Raptors 2000-2001
La stagione 2000-2001 dei Toronto Raptors fu la 6ª nella NBA per la franchigia.
I Toronto Raptors arrivarono secondi nella Central Division della Eastern Conference con un record di 47-35. Nei play-off vinsero il primo turno con i New York Knicks (3-2), perdendo poi la semifinale di conference con i Philadelphia 76ers (4-3).

## Roster
| N° | Naz.                   | Ruolo | Sportivo           | Anno | Alt. | Peso |
| -- | ---------------------- | ----- | ------------------ | ---- | ---- | ---- |
|    | Senegal (bandiera)     | C     | Mamadou N'Diaye    | 1975 | 213  | 116  |
| 00 | Stati Uniti (bandiera) | C     | Eric Montross      | 1971 | 213  | 122  |
| 1  | Stati Uniti (bandiera) | G     | Chris Childs       | 1967 | 191  | 88   |
| 3  | Stati Uniti (bandiera) | A     | Tracy Murray       | 1971 | 201  | 102  |
| 4  | Stati Uniti (bandiera) | C     | Michael Stewart    | 1975 | 208  | 104  |
| 7  | Stati Uniti (bandiera) | A     | Keon Clark         | 1975 | 211  | 100  |
| 9  | Ungheria (bandiera)    | A     | Kornél Dávid       | 1971 | 206  | 107  |
| 13 | Stati Uniti (bandiera) | G     | Mark Jackson       | 1965 | 185  | 82   |
| 13 | Stati Uniti (bandiera) | A     | Jerome Williams    | 1973 | 206  | 93   |
| 14 | Stati Uniti (bandiera) | G     | Muggsy Bogues      | 1965 | 160  | 62   |
| 15 | Stati Uniti (bandiera) | GA    | Vince Carter       | 1977 | 201  | 98   |
| 20 | Stati Uniti (bandiera) | G     | Alvin Williams     | 1974 | 196  | 84   |
| 23 | Stati Uniti (bandiera) | GA    | Tyrone Corbin      | 1962 | 198  | 95   |
| 24 | Stati Uniti (bandiera) | A     | Morris Peterson    | 1977 | 201  | 99   |
| 30 | Stati Uniti (bandiera) | G     | Dell Curry         | 1964 | 193  | 86   |
| 32 | Dominica (bandiera)    | C     | Garth Joseph       | 1973 | 218  | 143  |
| 33 | Stati Uniti (bandiera) | AC    | Antonio Davis      | 1968 | 206  | 98   |
| 34 | Stati Uniti (bandiera) | AC    | Charles Oakley     | 1963 | 203  | 102  |
| 35 | Stati Uniti (bandiera) | A     | Corliss Williamson | 1973 | 201  | 109  |
| 42 | Stati Uniti (bandiera) | AC    | Kevin Willis       | 1962 | 213  | 100  |

## Staff tecnico
- Allenatore: Lenny Wilkens
- Vice-allenatori: Stan Albeck, Jim Brewer, Craig Neal, Brian James